# Peiting
Peiting település Németországban, azon belül Bajorországban. Lakosainak száma 11 903 fő (2023. december 31.). Peiting Wessobrunn, Hohenpeißenberg, Böbing, Rottenbuch, Steingaden, Burggen, Schongau, Hohenfurch, Apfeldorf és Kinsau községekkel határos.

## Népesség
A település népessége az elmúlt években az alábbi módon változott:
| Lakosok száma | 1615 | 6933 | 10 190 | 10 319 | 11 379 | 11 269 | 11 302 | 11 327 | 11 588 | 11 903 |
|               | 1875 | 1950 | 1975   | 1987   | 2012   | 2014   | 2016   | 2017   | 2021   | 2023   |

## Fekvése
Peißenbergtől nyugatra fekvő település.

## Leírása
Peiting a bajor felvidék legnagyobb faluja, melynek majd tízezer lakosa van. A Lech és az Ammer folyók keskeny völgyében meredek partfalak között alakult ki, kálvária dombjáról csodálatos kilátással a környékre.

## Nevezetességek
- Plébániatemploma (Pfarrkirche St. Michael) - román tornya és a kripta 15. századi, szentélye késő gótikus, főoltára és szószéke rokokó stílusban készült.
- Búcsújáró temploma (Wallfahrtskirche Maria unter dem Egg) -1655-1660 körül épült a barokk korszakban, de déli falán megmaradt a 15. századi fából faragott dombormű "A háromkirályok imádása" is.

## Galéria

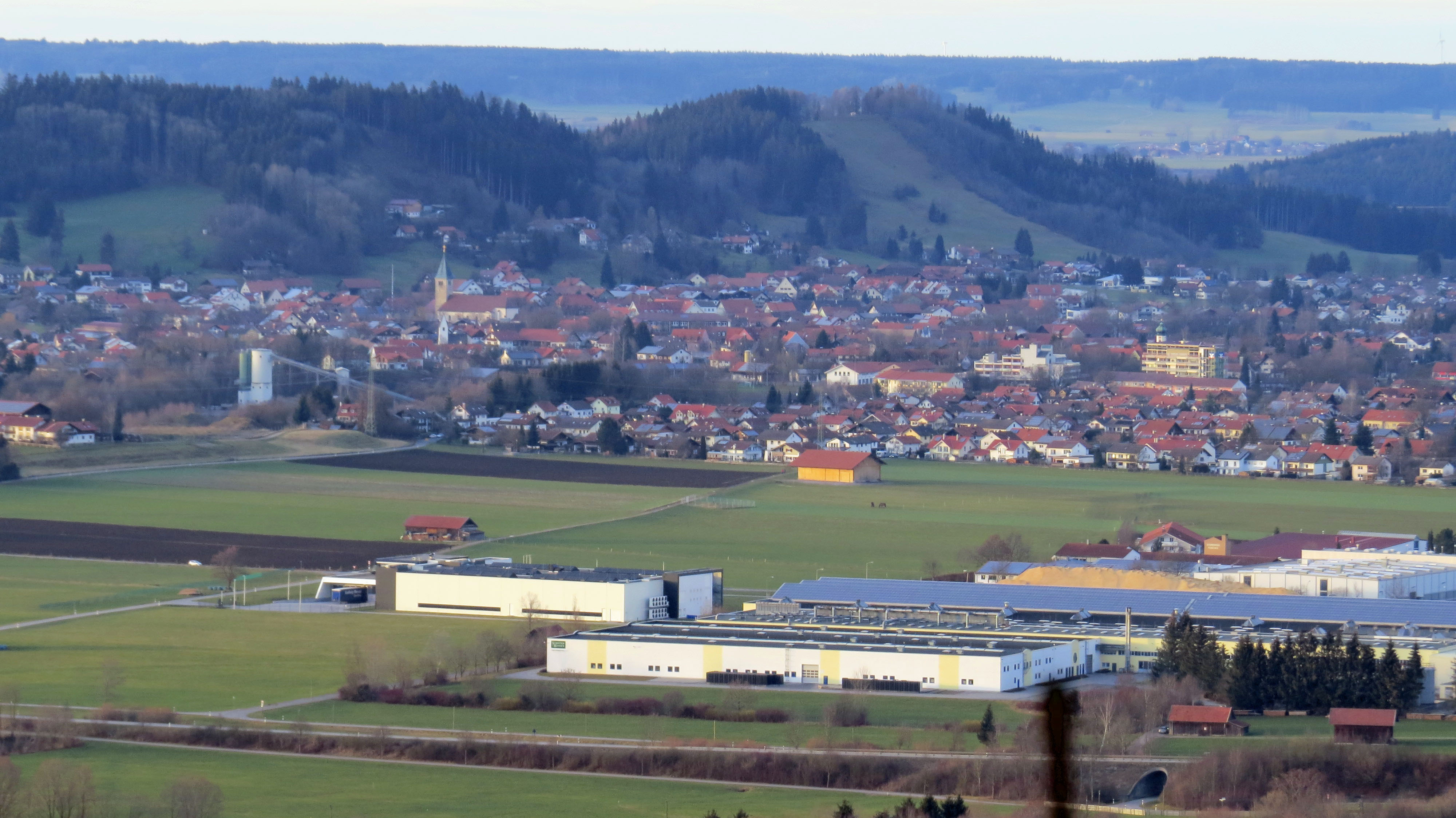
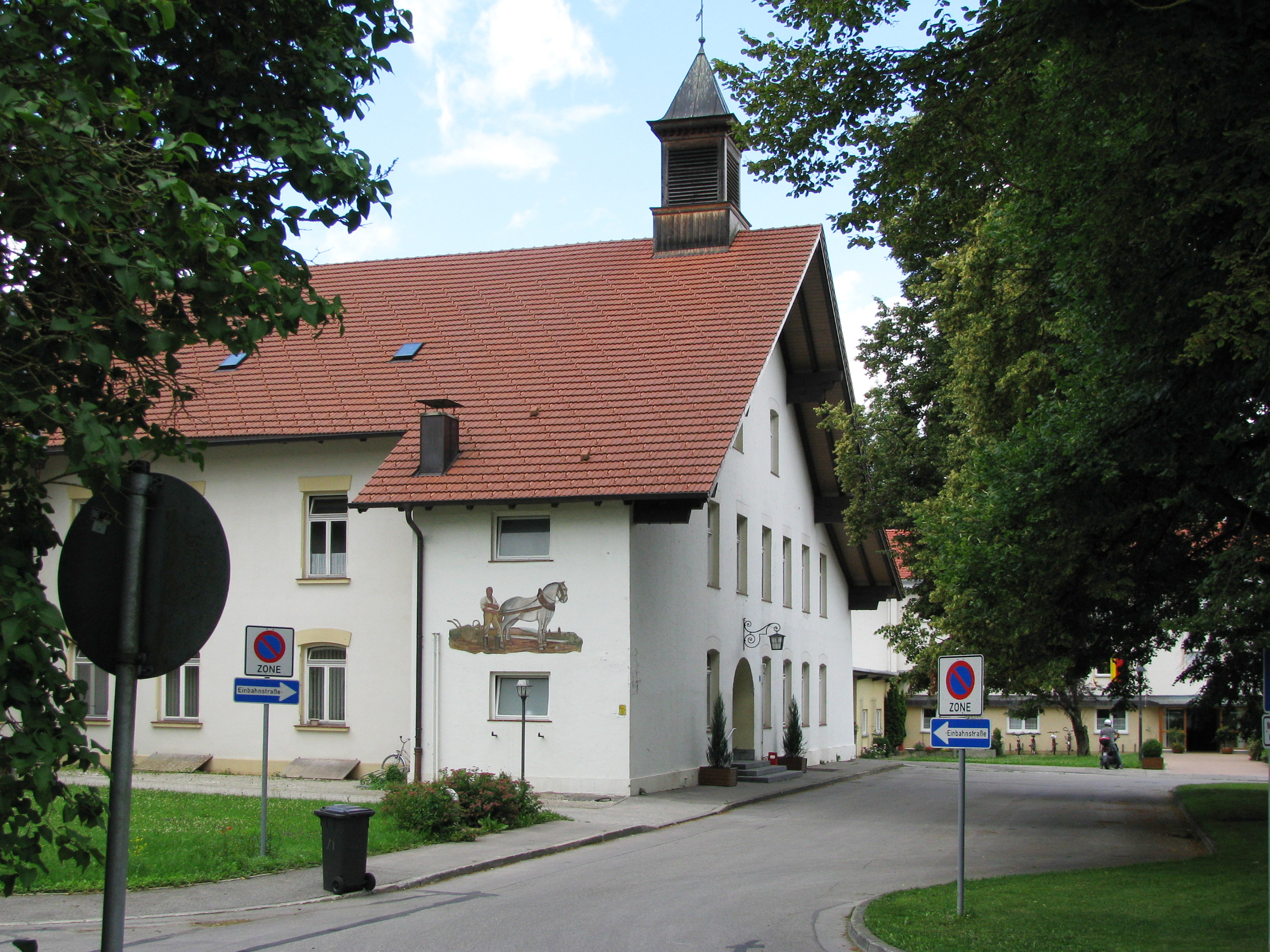
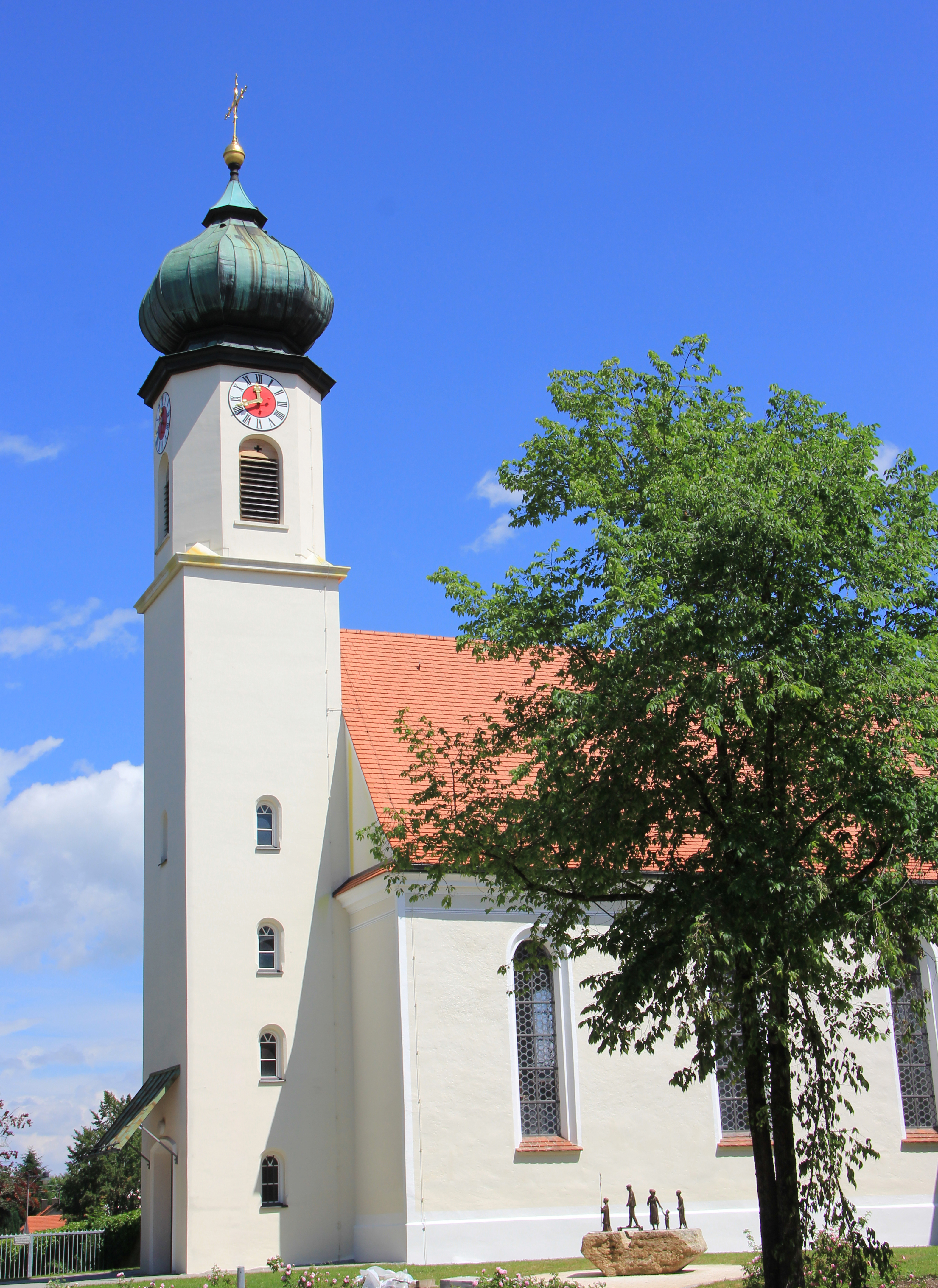
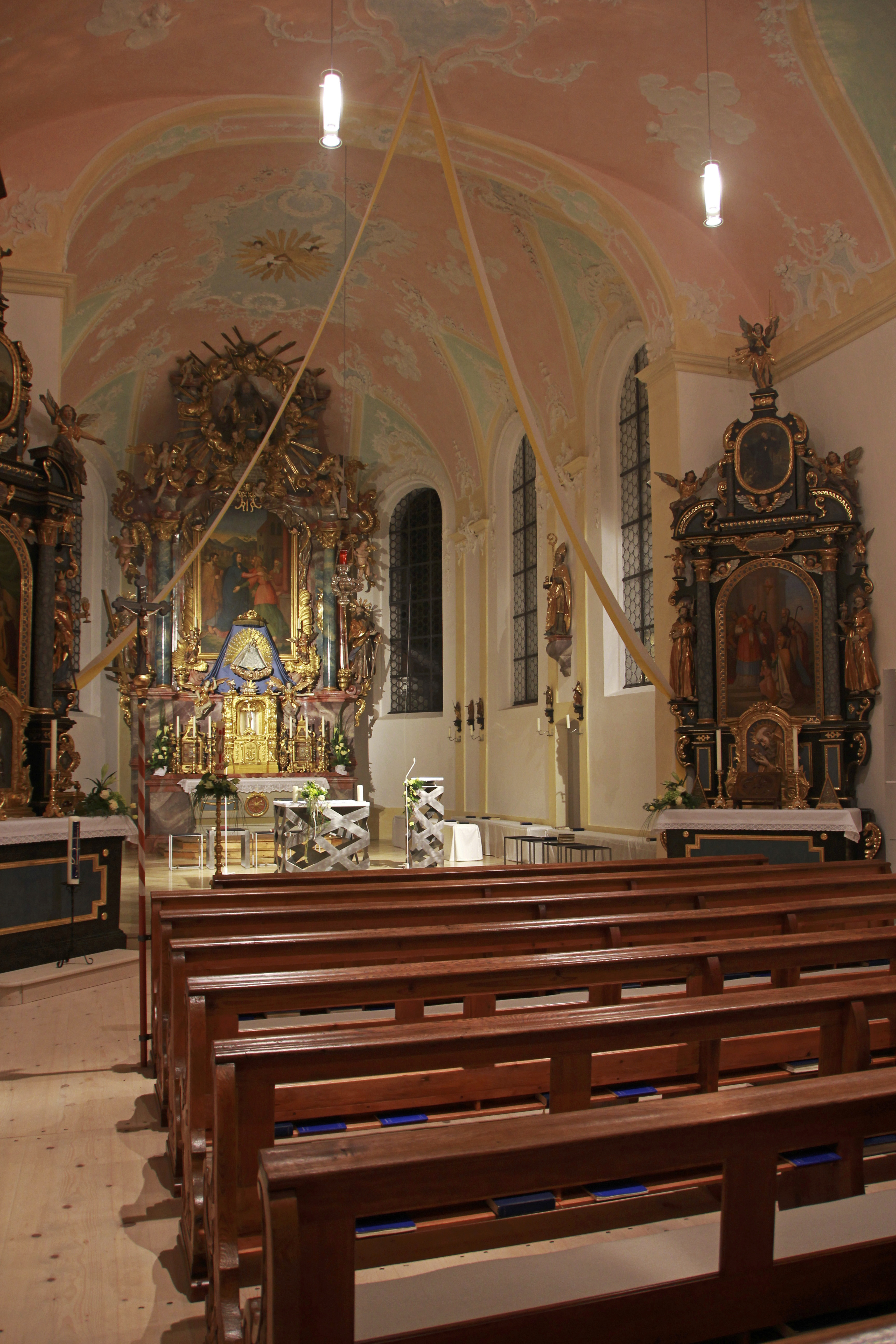
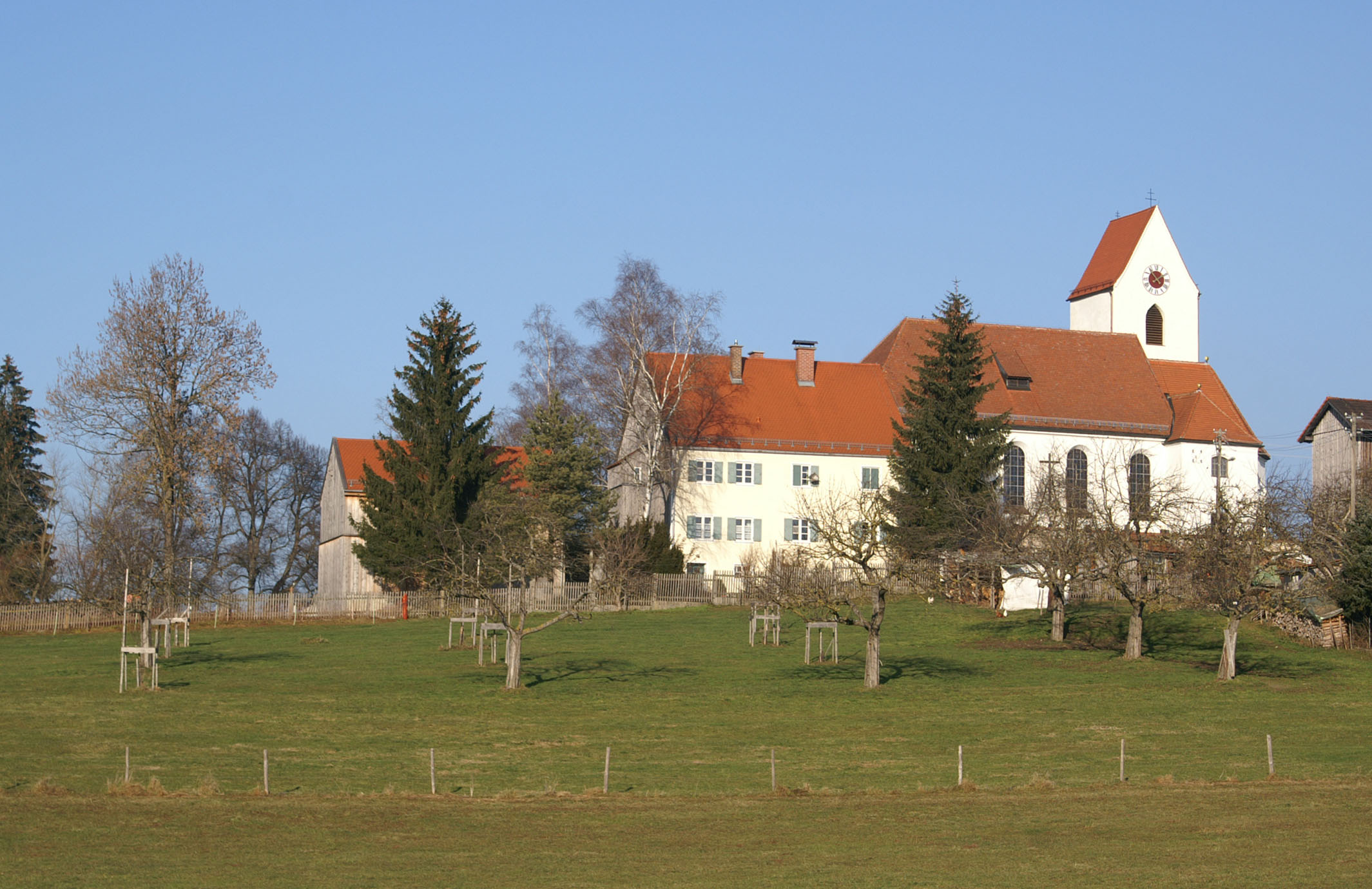
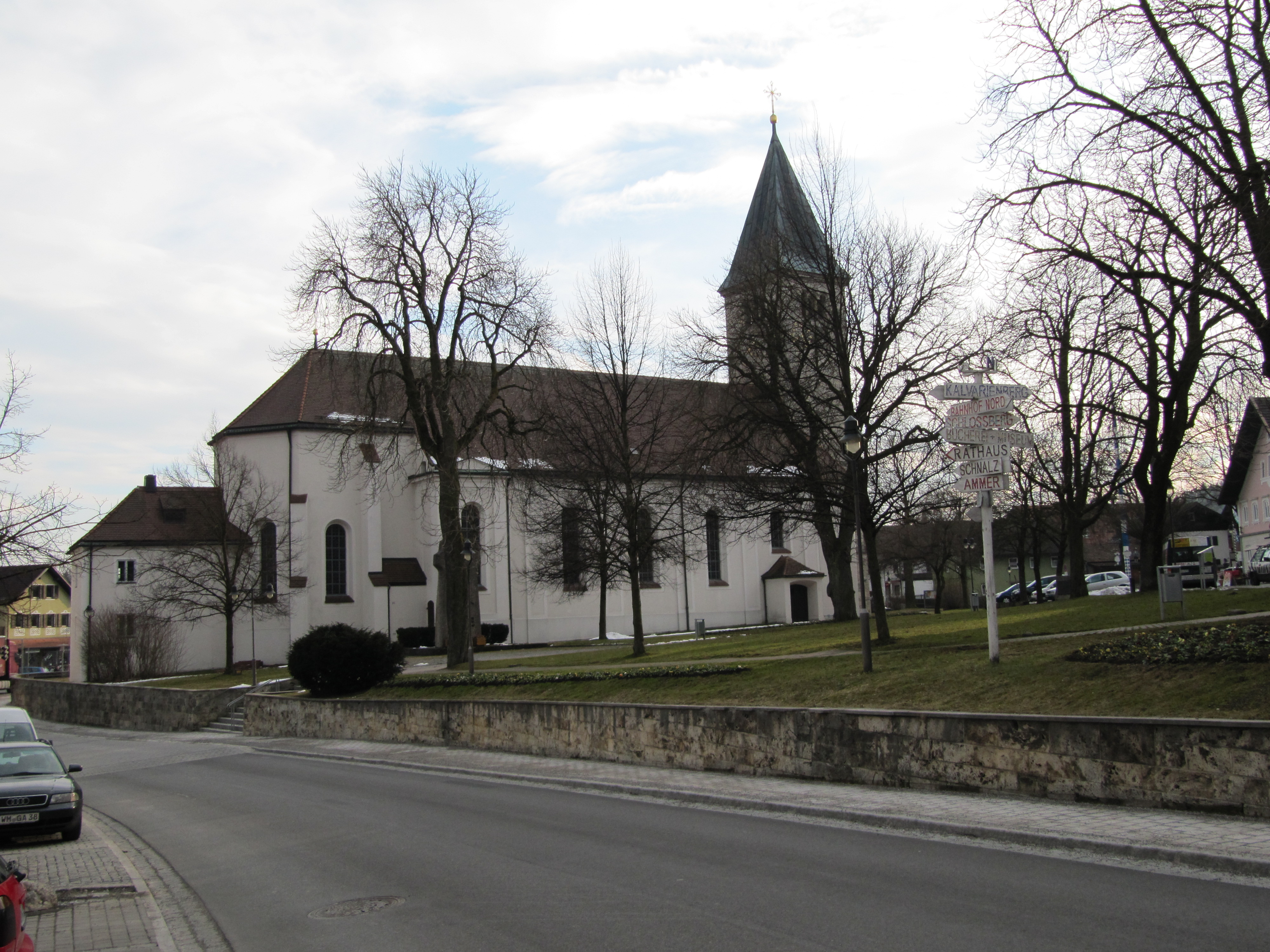
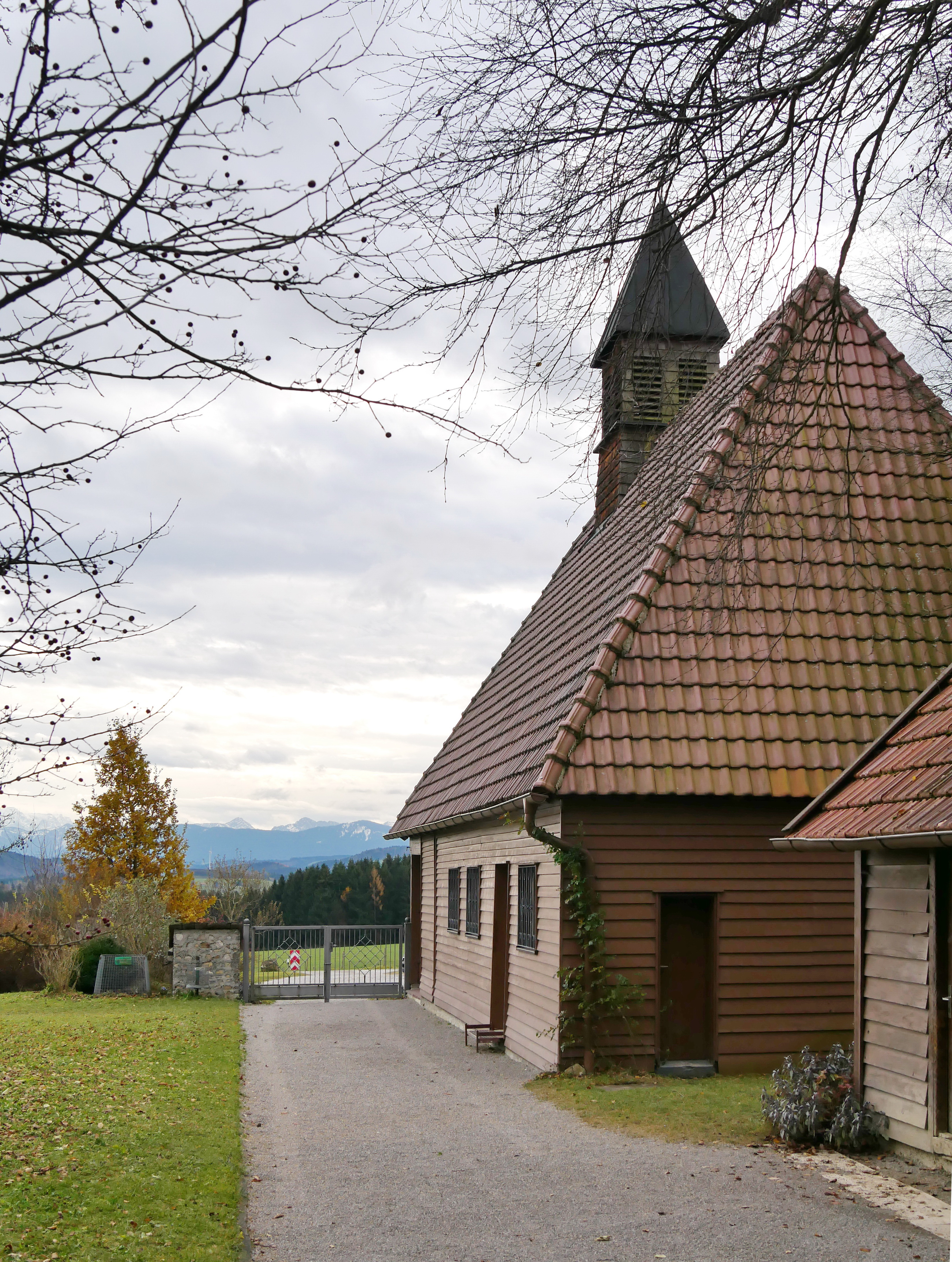
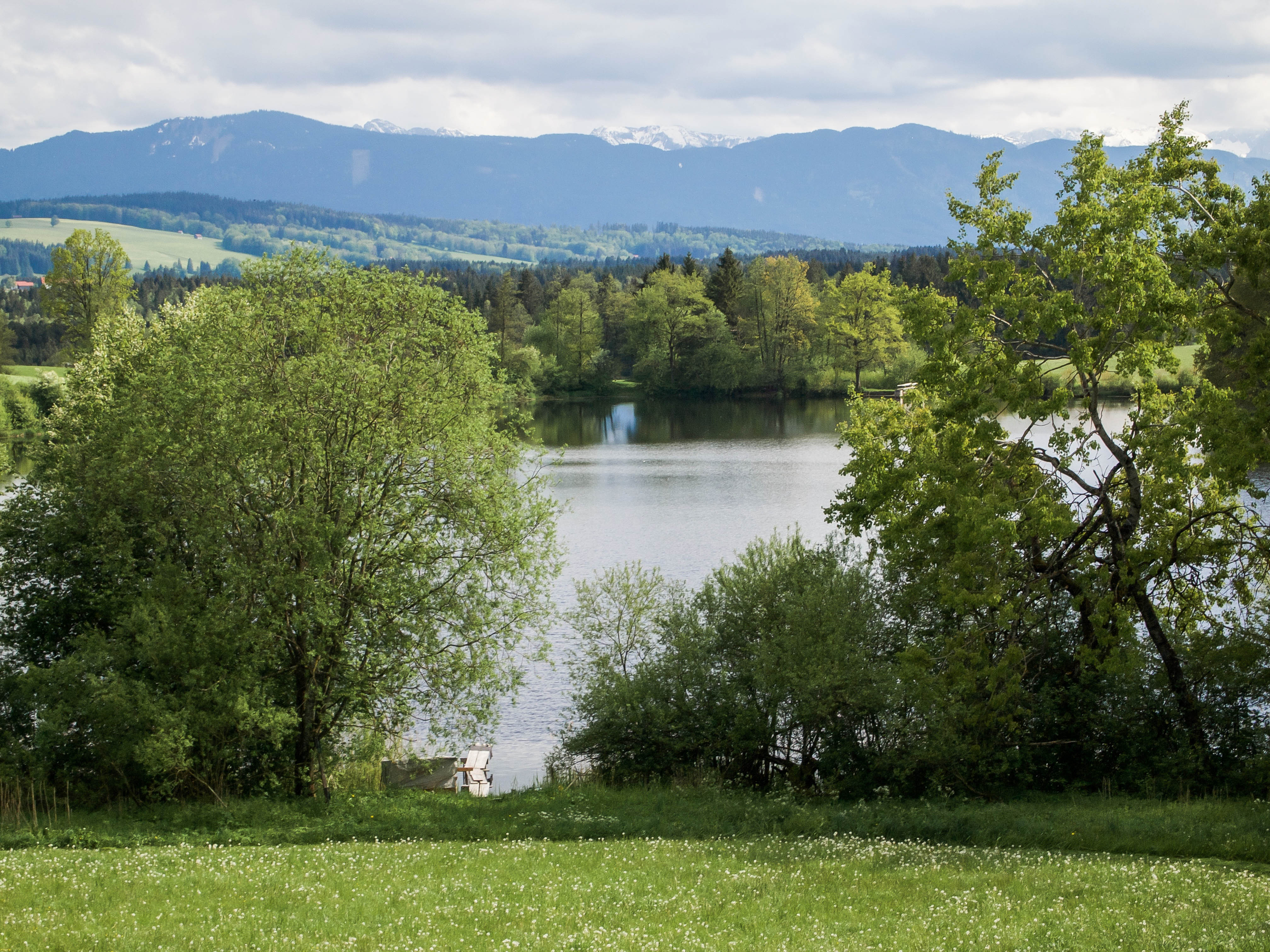
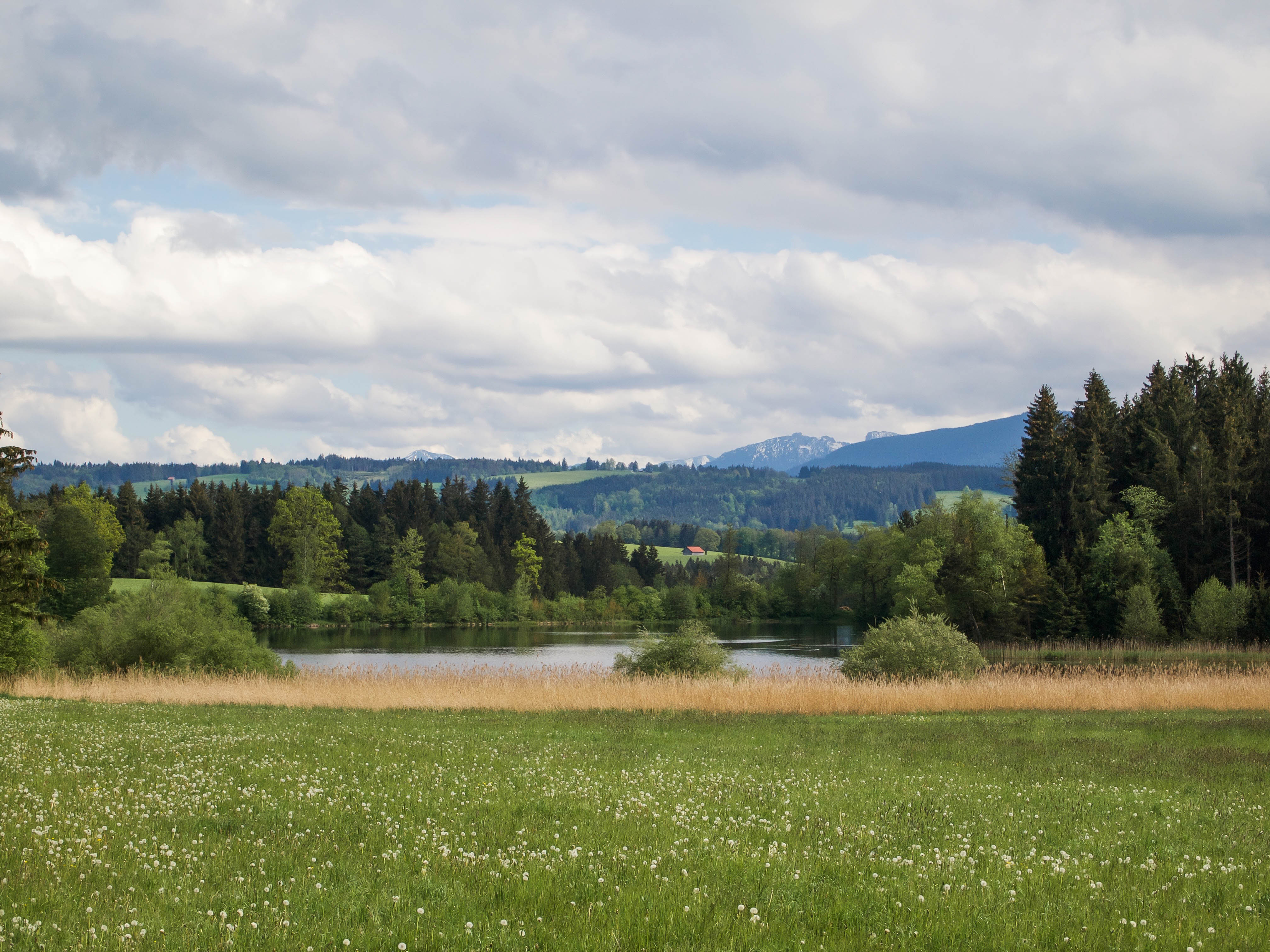